# Katherine Wentworth
Katherine Wentworth is een personage uit de Amerikaanse soapserie Dallas. De rol werd vertolkt door actrice Morgan Brittany. Ze verscheen voor het eerst in de vierde aflevering van het vijfde seizoen en verscheen op regelmatige basis tot aan het einde van het seizoen. In de achttiende aflevering van het zesde seizoen keerde ze terug en bleef nu tot aan de vierde aflevering van het achtste seizoen. Aan het einde van het achtste seizoen keerde ze kort terug en ook nog aan het begin van het elfde seizoen.

## Personagebeschrijving
Katherine is de dochter van Herbert Wentworth en Rebecca Barnes Wentworth. Na haar studie is ze in New York blijven wonen. Nadat haar vader plots overleed aan een hartaanval kwam haar moeder naar New York en vertelde ze dat ze nog een leven had voor ze het maar vader trouwde. Ze had nog twee kinderen in Dallas, Cliff en Pamela Barnes die ze niet gezien had omdat ze schrik had voor haar echtgenoot Digger Barnes. Katherine kwam kennis maken met haar nieuwe broer en zus en ze konden haar overtuigen om een tijdje in Dallas te blijven. Ze kon meteen goed opschieten met Pamela en ook met Cliff. Rebecca had Cliff directeur gemaakt bij Wentworth Tool & Die, het eerste bedrijf van Katherines vader en dat vond ze niet zo leuk, ook omdat hij grote veranderingen doorvoerde. Katherine sprak af met J.R. Ewing om Cliff een hak te zetten wat ook lukte. Cliff probeerde zelfs zelfmoord te plegen. Katherine verhuisde terug naar New York.
In 1983 keert ze terug naar Dallas nadat haar moeder omkomt bij een vliegtuigcrash. Ze besluit om nu in Dallas te blijven. Katherine geeft Cliff de schuld voor de dood van haar moeder, maar vergeeft hem later. In het testament erven Pamela en Katherine Wentworth Industries, Wentworth Tool & Die, het eerste bedrijf van Herbert Wentworth werd verdeeld onder Pamela, Katherine en Cliff. De dood van Rebecca zorgt voor een barst in het huwelijk van Pamela en Bobby. Pamela wil even rust en gaat naar een hotelkamer en brengt veel tijd door met Katherine. Mark Graison heeft een boontje voor Pamela en dat heeft Katherine al snel door, hoewel ze Pamela zegt dat ze hoopt dat zij en Bobby zich verzoenen hoopt ze stiekem zelf iets met hem te kunnen beginnen. Ze hoort in een telefoongesprek dat Pamela en Mark lunchen en zorgt dat Bobby op dat moment ook in het restaurant is.